# رباب تمدن
رباب تمدن (۱۳۰۷–۱۳۸۶) متولد جهرم، شاعر ایرانی و از فعالان سیاسی در دوران پیش از انقلاب اسلامی می‌باشد.

## زندگی‌نامه
رباب تمدن در آبان‌ماه سال ۱۳۰۷ در جهرم متولد شد. تحصیلاتش را در جهرم به پایان برد.
از سال ۱۳۲۸ به فعالیت‌های سیاسی و انقلابی روی آورد. او که از مدت‌ها پیش به طنز سیاسی - اجتماعی روی آورده بود، پس از انتشار روزنامهٔ «چلنگر» همکاری خود را با آن آغاز کرد و با نام‌های مستعار «دوشیزه رباب. ت» و «دوشیزه ر. امیدوار» به چاپ اشعار خود پرداخت. وی به سبب اندیشه‌های ضد سلطنتی بعد از کودتای ۲۸ مرداد ۱۳۳۲ تحت پیگرد مقامات امنیتی قرار گرفت و مدتی در جهرم و لار در اختفا زندگی می‌کرد.
از سال ۱۳۴۸ مبارزات پنهانی و فعالیت‌های سیاسی خود را دوباره آغاز کرد.
در سال ۱۳۳۴ در جهرم نامه‌ای از خلیل سامانی («موج») که سرپرستی قسمت ادبی بعضی از مجلات را عهده‌دار بود، به دستش رسید و مکاتبات آن‌ها آغاز شد. از سال ۱۳۲۸ با آثار یکدیگر در مجلات و روزنامه‌ها آشنا شده بودند، اما برای نخستین‌بار در تهران یکدیگر را ملاقات و در پنجم مردادماه سال ۱۳۳۶ با هم ازدواج کردند. از همان زمان بنای «انجمن ادبی صائب» که به همت «موج» همه هفته در روزهای جمعه تشکیل می‌شد، طراحی و پی‌ریزی شد و نشریهٔ ماهنامهٔ این انجمن با نام «باغ صائب» تا زمان حیات خلیل سامانی، یعنی تا مردادماه ۱۳۶۰ انتشار یافت. اما رباب تمدن در سال ۱۳۴۸ به بیماری ام. اس دچار شد.
یک دست و پای او سنگین و سست شد و پس از مدتی دست و پای دیگرش هم از کار ماند و ناچار، در سال ۱۳۵۷ روی صندلی چرخدار نشست. البته در سال ۱۳۵۳ به مدت شش ماه برای معالجه به پاریس رفت؛ اما درمان مؤثر واقع نشد. شعر معروف «پیام مادر ایرانی به مادر فلسطینی» از سروده‌های رباب در دوران اقامتش در پاریس است.
خلیل سامانی(۱۳۰۸_۱۳۶۰) در سال ۱۳۶۰ به علت حملهٔ قلبی درگذشت و سپیده سامانی که سال‌ها(۱۶ سال) در منزل از مادرش نگهداری کرده بود، به علت بروز مشکلاتی در سلامتی‌اش و با اصرار خود مادرش، در زمستان سال ۱۳۶۴ او را در سرای سالمندان نیکان تهران بستری کرد؛ و تا پایان عمر رباب، هر روز به ملاقاتش رفته و روزی چند ساعت از او پرستاری می‌کرد.
تمدن که در شعری، خود را بیمار امیدوار تخت چهل نام نهاده بود، سال‌ها به بیماری ام. اس مبتلا بود و از سال ۱۳۶۴ در سرای سالمندان نیکان تهران روزگار می‌گذراند.
تمدن تابلویی را با این مضمون زیر را بالای تخت خود داشت
| رباب افتاده‌ام در دست گوهرناشناسانی |  | که نشناسند قدر گوهر یکدانهٔ ما را |

او در سال‌های سرای سالمندان هم از طریق رادیو پی‌گیر اخبار سیاسی بود.
در بهار ۱۳۷۰ مجموعه شعرش (که شامل بخشی از اشعار رباب بود)، تحت عنوان شبیخون؛ به کوشش دخترش سپیده سامانی منتشر شد.
این مجموعه، شامل سه مقدمه از سپیده سامانی، غلامرضا جولایی (مزدا) و پناهی سمنانی و بخشی از اشعار خانم رباب تمدن است.
او صبح روز سه‌شنبه ۱۶ مردادماه ۱۳۸۶ بر اثر ایست قلبی در سن ۷۹سالگی از دنیا رفت و ساعت ۱۰ صبح روز پنج‌شنبه ۱۸ مرداد از مقابل تالار وحدت تشییع و در قطعهٔ هنرمندان بهشت زهرا (س) تهران به‌خاک سپرده شد.

## نمونهٔ اشعار
شعر رباب، نوعی شعر عریان و شعارگونه است شعر او پرخاشجو، انتقادی، اجتماعی و محکم است.
| خالی زمرغ حق شده صحن چمن چرا؟  |  | این باغ و راغ، مسکن زاغ و زغن چرا ؟ |
| صیاد دل سیاهی اگر گرم صید نیست |  | از خون بلبلان شده سرخ این چمن چرا؟  |